# Södra Karelens välfärdsområde
Södra Karelens välfärdsområde (finska: Etelä-Karjalan hyvinvointialue) är ett av de 21 välfärdsområdena i Finland. Välfärdsområdet grundades som en del av reformen som berör social- och hälsovården och räddningsväsendet i Finland, och det omfattar samma område som landskapet Södra Karelen.

Södra Karelens välfärdsområde.

## Kommuner
Till Södra Karelens välfärdsområde hör nio kommuner varav två är städer.

- Imatra stad
- Villmanstrand stad
- Klemis kommun
- Luumäki kommun
- Parikkala kommun
- Rautjärvi kommun
- Ruokolax kommun
- Savitaipale kommun
- Taipalsaari kommun

I april 2022 fanns det 125 661 invånare i Södra Karelens välfärdsområde.

## Tjänster

### Sjukvård
Kommunerna i Södra Karelens välfärdsområde tillhör samkommunen Etelä-Karjalan sosiaali- ja terveydenhuollon kuntayhtymä, kortare Eksote. Områdets centralsjukhus är Södra Karelens centralsjukhus i Villmanstrand. Det finns även ett annat sjukhus i området; Honkaharju sjukhus.
Helsingforsregionens universitetscentralsjukhus ansvarar för specialsjukvård.

### Räddningsväsendet
Södra Karelens räddningsverk är verksamma i Södra Karelens välfärdsområde.

## Beslutsfattande

### Välfärdsområdesvalet
Vid välfärdsområdesval utses välfärdsområdesfullmäktige för välfärdsområdena, som ansvarar för ordnandet av social- och hälsovården och räddningsväsendet från och med den 1 januari 2023. Välfärdsområdena har självstyre och den högsta beslutanderätten utövas av välfärdsområdesfullmäktige. Välfärdsområdesval förrättas samtidigt med kommunalval.
Det första välfärdsområdesvalet hölls den 23 januari 2022. Då valdes 59 personer till välfärdsområdesfullmäktige i Södra Karelen.

### Välfärdsområdesfullmäktige
Välfärdsområdesfullmäktige ansvarar för välfärdsområdets verksamhet och ekonomi. Fullmäktige fattar beslut om årsbudgeten, godkänner bokslutet och ansvarar för strategiska linjer.

### Mandatfördelning
|  | 16 | 5 |  | 6 | 13 |  | 15 |

| 33 | 26 |

|  | 17 | 6 |  | 4 | 14 |  | 14 |